# Присоя (община Андриевица)
Присоя (на сръбски: Присоја) е село в Черна гора, част от Община Андриевица. Населението на селото през 2003 година е 348 души, предимно етнически черногорци.

## Население
- 1948 – 442 жители
- 1953 – 466 жители
- 1961 – 494 жители
- 1971 – 393 жители
- 1981 – 385 жители
- 1991 – 384 жители
- 2003 – 348 жители

### Етнически състав
(2003)
- 169 (48,56 %) – черногорци
- 162 (46,55 %) – сърби
- 9 (2,58 %) – неопределени

### Личности
Родени в Присоя
- Мирко Арсениевич (1915-1944), югославски партизанин

|  | Тази страница частично или изцяло представлява превод на страницата „Присоја (Андријевица)“ в Уикипедия на сръбски. Оригиналният текст, както и този превод, са защитени от Лиценза „Криейтив Комънс – Признание – Споделяне на споделеното“, а за съдържание, създадено преди юни 2009 година – от Лиценза за свободна документация на ГНУ. Прегледайте историята на редакциите на оригиналната страница, както и на преводната страница, за да видите списъка на съавторите. ВАЖНО: Този шаблон се отнася единствено до авторските права върху съдържанието на статията. Добавянето му не отменя изискването да се посочват конкретни източници на твърденията, които да бъдат благонадеждни. |